# セトタカアキ
セト タカアキ（1997年12月29日 - ）は、日本のCM監督。コミカルな作品の演出を数多く手がける。
2025年よりTHE BOND MANAGEMENT所属、広島県出身。
CMの他、Music Videoなども手がけている。

## 経歴
1997年広島県生まれ。2018年に広島の映像制作会社バズクロウへ入社。その後2022年に上京。
2025年3月よりTHE BOND MANAGEMENTへ所属。

## 受賞歴
- 2017年 高専PR コンテンツコンテスト（ショートムービー部門）審査員特別賞
- 2017年 不動産鑑定士PR動画コンテスト 優秀賞[2]
- 2023年 BOVA ファイナリスト[3]
- 2023年 JAC AWARD ディレクター個人応募部門 審査委員長特別賞[4]